# 巢县
巢县，中国旧县名，始建制于唐朝，即今安徽省巢湖市。唐朝时设橐皋县和居巢县，后改名为巢县。

## 历史
- 商朝地属南疆，故称南巢；《尚书·仲虺之诰》：“成汤放桀于南巢”。周朝时为巢（伯）国地；春秋时为楚属国；巢国多次被吴所占，周元王四年（前472年），越灭吴，巢国还楚。秦统一后置郡县，今柘皋一带为橐皋县，今巢湖以南为居巢县，也作居鄛，两县均属九江郡。东汉末年，居巢为曹操占据，此后隶属曹魏。西晋在原居巢境内分设居巢、临湖、襄安，隶属庐江郡。隋开皇元年（581年），襄安属庐江郡；《隋书·地理志》：襄安“有龟山、紫微山、亚父山、半阳山、白石山、四鼎山”；至此，今巢湖市东、西、北方位大致形成。
- 唐武德七年（624年），合开城、扶阳两县为巢县（巢县一名此始，一说改襄安为巢县），隶属庐州。北宋太平兴国三年（978年）巢县属无为军。南宋景定三年（1262年）升巢县为镇巢军。元至元二十三年（1286年）称巢州，二十八年（1291年）置巢州为县，巢县县名至改置巢湖市前一直未变。
- 民国3年（1914年）属安徽省安慶道。民国28年（1939年）由属第三专区改第五专区。民国36年（1947年）4月到38年（1949年）1月，属安徽省第九行政督察专员公署。民国38年（1949年）1月，属新成立的江淮第五专员公署；6月，撤销皖西专署及江淮第五专署，成立巢湖专员公署，巢县隶属之。
- 1949年4月，巢县属皖北行署区巢湖专区，1952年，巢湖、宣城两专区合并成立芜湖专区，巢县属芜湖专区，1958年属合肥市，1961年4月复属芜湖专区。1965年5月，经国务院批复，巢湖专区于同年7月25日恢复，治巢县城关，巢县隶属之。1971年8月（一说3月），巢湖专区改称巢湖地区行政公署，巢县隶属不变。
- 1982年11月，以巢县的部分地区设县级巢湖市，属巢湖地区。1983年10月，巢县撤销并入巢湖市。1999年7月9日，国务院正式批准撤销巢湖地区，设立地级巢湖市，撤销县级巢湖市，设立居巢区。1999年12月6日巢湖市居巢区举行揭牌仪式。2011年8月，国务院正式批复安徽省关于拆解巢湖市分别划归合肥市、芜湖市和马鞍山市的决定，撤销居巢区，改设县级巢湖市。[1]